# ستيف بيري
ستيف بيري (بالإنجليزية: Steve Perry)‏ (و. 1949 – م) هو مغن، ومغن مؤلف من الولايات المتحدة الأمريكية . ولد في هانفورد، كينغس، كاليفورنيا .
وهو عضو في Journey (1977–1998) .

## روابط خارجية
- ستيف بيري على موقع IMDb (الإنجليزية)
- ستيف بيري على موقع ميوزك برينز (الإنجليزية)
- ستيف بيري على موقع رولينغ ستون (الإنجليزية)
- ستيف بيري على موقع قاعدة بيانات برودواي على الإنترنت (الإنجليزية)
- ستيف بيري على موقع إن إن دي بي (الإنجليزية)
- ستيف بيري على موقع أول ميوزيك (الإنجليزية)
- ستيف بيري على موقع ديسكوغز (الإنجليزية)
- ستيف بيري على موقع قاعدة بيانات الفيلم (الإنجليزية)